# ۱۱۵۷ (خورشیدی)
۱۱۵۷ هزار و صد و پنجاه و هفتمین سال هجری خورشیدی است.